# Острецов, Георгий Викторович
Георгий Викторович Острецов (8 мая 1967, Москва) — российский художник и дизайнер, активный участник московской художественной жизни с середины 1980-х годов. В начале своей карьеры работал над созданием костюмов, в которых сочетались приемы конструктивизма и агитпропаганды 1920-х с эстетикой нью-вейва, объединяя моду и перформанс.

## Творчество
«Не спрашивай себя в какой стране мы живем и какое правительство мы имеем, потому что это совсем другой жанр, художник издевательски говорит о торжестве и свете нового мира, существующего одновременно с нами и вокруг нас. Что это за новый мир? Это мир „Нового правительства“ (НП) — мир серьёзной персонажей игры, пластического эксперимента, социальной провокации и самый масштабный и долгий художественно-политический проект после Советского Союза (если воспринимать государство, построенное на утопических основаниях, как арт-проект).»
«Художественная стратегия Георгия Острецова следует в русле постструктуралистского тезиса Мишеля Фуко, согласно которому субъективность производится властью, что оставляет субъекту единственную возможность осуществлять практики сопротивления-а именно, пародировать механизмы власти в акте перфомативного действия.»
В своих работах Острецов обращается к эстетике комикса. Он создает авторскую иконографию в духе мейнстримовского комикса. При этом, в отличие от американских художников Энди Уорхола и Роя Лихтенштейна, Острецов не копирует чужие иллюстрации, а разрабатывает свою графическую историю, близкую комиксам в стиле action.

## Биография
Георгий (Гоша) Острецов родился в 1967 году в Москве в семье искусствоведа Людмилы Острецовой и художника Элгуджи Амашукели
В 1981—1985 годах учился в Театральном художественно-техническом училище при Большом театре. В 1984 году стал членом группы «Детский сад» вместе с художниками Георгием Литичевским, Андреем Ройтером, Германом Виноградовым и Николаем Филатовым, а в 1985 вошёл и в ленинградское объединение «Новые художники» (Тимур Новиков, Олег Котельников, Сергей Бугаев, Иван Сотников и другие).
В 1988 году переехал во Францию. Жил в Париже. Работал в моде и рекламе художником. Сотрудничал с Жан-Шарлем де Кастельбажаком и Жан-Полем Готье и участвовал в работе над образами героев фильма Люка Бессона «Такси».

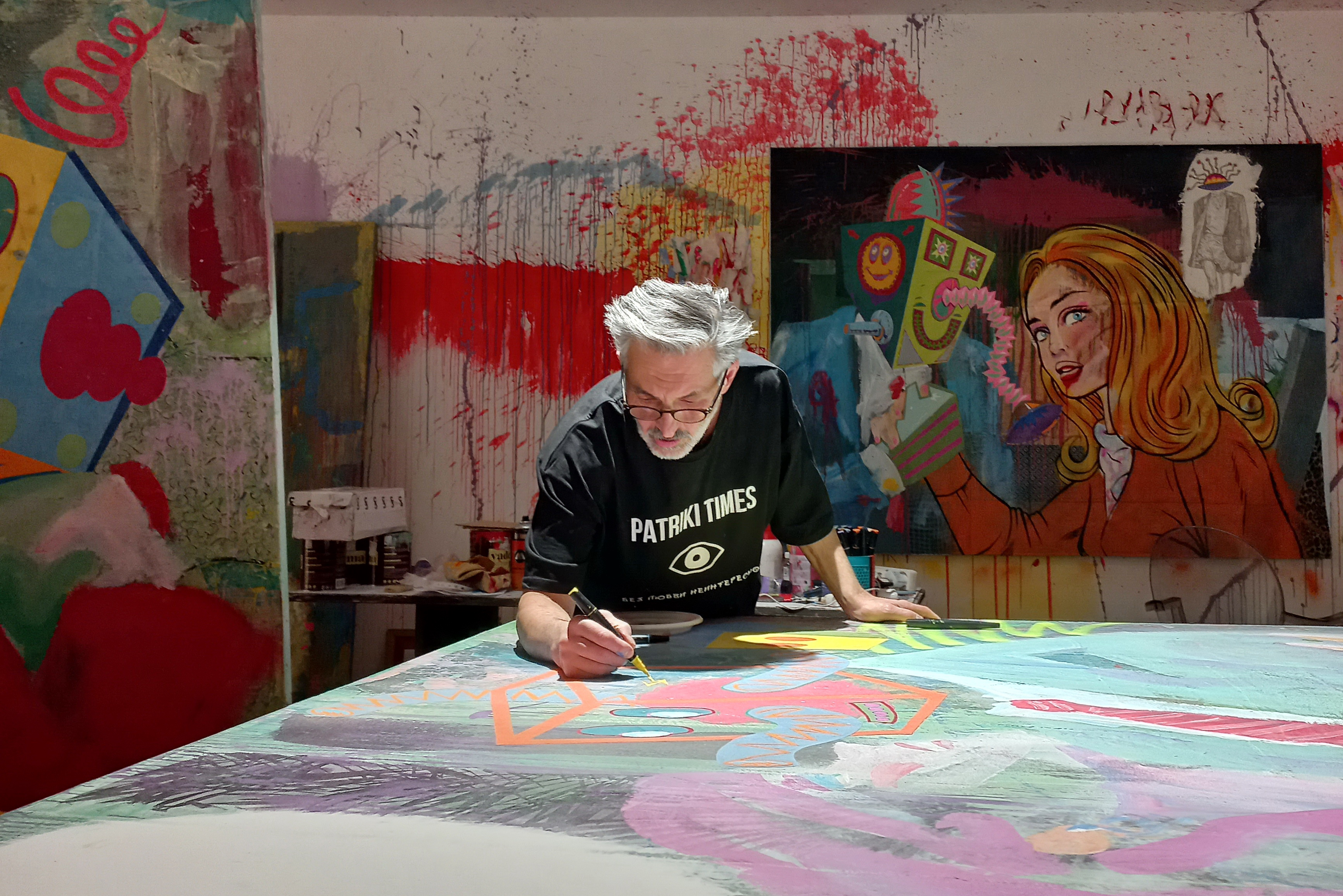

Тогда же начал интересоваться теологией и иконографией, что оказало влияние на все его последующие работы. В 1996 году, разрабатывая проект «Персональный супергерой», познакомился с французским галеристом Эмманюэлем Перротэном, который ввёл его в парижское художественное сообщество.
В 1998 году Гоша Острецов привёз «Персонального супергероя» в Россию для участия во 2-й международной фотобиеннале, и остался работать в Москве. В 1999 году создал крупный проект-антиутопию «Новое правительство», который впервые был выставлен в галерее Марата Гельмана. Идеи и персонажи «Нового правительства» получили развитие во многих других работах художника.
В 2007 году женился на московской художнице Людмиле Константиновой. У них четверо детей.
В 2009 году представлял Россию на 53-й Венецианской биеннале современного искусства.
В 2010 году организовал сообщество художников «Вглаз», в которое входят Георгий Литичевский, Людмила Константинова, Ольга Божко, Дмитрий Булныгин, Ирина Корина, Наталья Стручкова, Иван Тузов, группа «ЕлиКука» и другие. Группа совместно с фондом «Артика» разрабатывает концепцию общественных мастерских. Гоша Острецов работает в жанре инсталляции, иллюстрирующей его вымышленный мир фантастических анти-утопий и включающей в себя живопись, графику, скульптуру, а также художественные тексты и графические романы.

## Работы находятся в собраниях
- Государственная Третьяковская галерея, Москва.
- Государственный Русский музей, Санкт-Петербург.
- Московский музей современного искусства РАХ, Москва.
- Музей Арктики и Антарктики, Санкт-Петербург.
- Музей Сновидений им. З. Фрейда, Санкт-Петербург.
- Галерея Saatchi, Лондон.
- Zabludowitz collection.
- Trioche DeLeon collection.
- В частных коллекциях Фредерика Полсена, Лоуренса Граффа, Романа Абрамовича, Симона де Пюри и других.

## Избранные персональные выставки
- 2016 — «Меня похищали уже сто раз!». Галерея Triangle, Москва.
- 2014 — «Автотранс НП». Арт-центр «Заря», Владосток.
- 2010 — «Love for electricity». TMproject gallery, Женева.
- 2009 — Персональный проект в павильоне России на 53 биеннале современного искусства. Венеция.
- 2008 — «Мертвые души». Галерея Триумф, Москва.
- 2007 — «Salon Beaute». Rabouan-Moussion gallery, Париж.
- 2007 — «Ремонт». Московский Музей Современного Искусства, Москва.
- 2000 — «Новое Правительство». Галерея Марата Гельмана, Москва.
- 2003 — «Ешь недоумка! Фреска». Государственная Третьяковская Галерея, Москва.
- 2000 — «Посетитель». Государственный Русский Музей, Санкт-Петербург.

## Избранные групповые выставки
- 2015 — Розовый ящик. Музей «Эрарта». Санкт-Петербург.
- 2014 — Современный рисунок. Государственный Русский Музей. Санкт-Петербург.
- 2014 — Реконструкция-2. Культурный фонд «Екатерина». Москва.
- 2012 — Gaiety is the most outstanding feature of the Soviet Union. Saatchi gallery, Лондон.
- 2010 — Русский пейзаж. Галерея Марата Гельмана. Москва.
- 2009 — VROOM! La Maison Rouge. Париж.
- 2008 — Sots Art / Political Art in Russia from 1972 to today. La Maison Rouge. Париж.
- 2007 — Соц-Арт. В рамках 2 московской биеннале современного искусства. Государственная Третьяковская Галерея. Москва.
- 2005 — Сообщники. В рамках 1 московской биеннале современного искусства. Государственная Третьяковская Галерея. Москва.
- 2005 — В процессе. Выставка группы «George&George» Государственный центр современного искусства. Москва.